# Bikes The Movie
Bikes The Movie es una película de animación coproducción de Argentina, China y España filmada en colores dirigida por Manuel Javier García sobre el guion de John Michael Boughn y Michael Maurer que se estrenó el 11 de julio de 2019 en Argentina y el 17 de abril de 2019 en España, que tuvo como actores principales de voz a Carlos Latre, Anabel Alonso, María Querol y Pedro Delgado.

La película compitió por el Premio Goya a la mejor película de animación en 2018.

## Sinopsis
Película de animación en la que los protagonistas son bicicletas antropomórficas que viven en un pueblo de montaña disfrutando del lugar hasta la llegada del motor de explosión a gasolina llega a la ciudad.

## Críticas
Beatriz Martínez en El Periódico, de Barcelona dijo:

”… coproducción tan inaudita como interesante a la hora de aunar esfuerzos para sacar adelante proyectos de cierta envergadura. ‘Bikes’ nace con esa intención, la de conseguir alcanzar unos estándares de calidad competitivos frente a las grandes producciones norteamericanas. Y la jugada no sale del todo mal.
…Una fábula de mensaje ecologista marcado, un tanto simple en su mecánica narrativa pero efectiva en sus objetivos: que los niños lo pasen bien a través de una aventura dinámica y colorista y que se aprendan la importancia de preservar la naturaleza y los recursos ambientales.”

Natalia Trzenko en La Nación opinó:

” Locomotoras, autos, aviones y bicicletas. La animación parece tener una especial fijación por tomar diferentes medios de locomoción, pasarles un filtro antropomorfizador y convertirlos en historias infantiles con moralejas aleccionadoras… esta coproducción…con dibujos más bien rudimentarios imagina la vida en un pueblo habitado por diferentes tipos de bicicletas….Con "homenajes" a Cars y Minions, Bikes tiene un mensaje ecologista que se pierde en un relato tedioso.”